# جبل طرعان

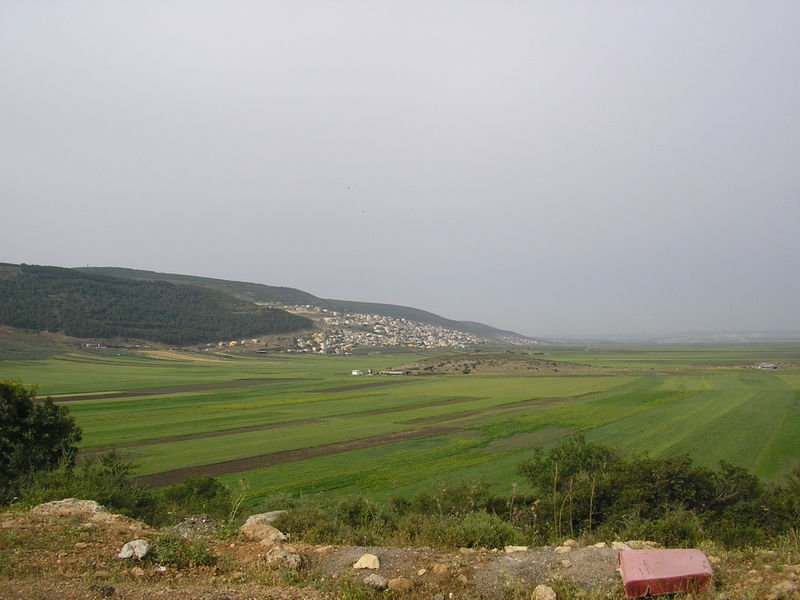

جبل طرعان هو جبل في الجليل الأسفل، على ارتفاع 548 متر فوق سطح البحر، يفصل بين البطوف ومرج ابن عامر. هو جزء من سلسلة جبال «طرعان-الناصرة». يقع شمالي جبل طرعان جبل الجرمق وسلسلة جبال الجليل الأعلى. في أيام تكون بها الرؤية جيدة يمكن رؤية قلب السامرة بعيدًا في الجنوب، أما في الشرق يمكن رؤية جبل الدروز في سوريا.